# Antrim (condado de Hillsborough)
Antrim es un lugar designado por el censo ubicado en el condado de Hillsborough en el estado estadounidense de Nuevo Hampshire. En el Censo de 2010 tenía una población de 1.397 habitantes y una densidad poblacional de 119,41 personas por km².

## Geografía
Antrim se encuentra ubicado en las coordenadas 43°2′39″N 71°57′4″O / 43.04417, -71.95111. Según la Oficina del Censo de los Estados Unidos, Antrim tiene una superficie total de 11.7 km², de la cual 11.68 km² corresponden a tierra firme y (0.18%) 0.02 km² es agua.

## Demografía
Según el censo de 2010, había 1.397 personas residiendo en Antrim. La densidad de población era de 119,41 hab./km². De los 1.397 habitantes, Antrim estaba compuesto por el 97.14% blancos, el 0.29% eran afroamericanos, el 0.36% eran amerindios, el 0.64% eran asiáticos, el 0% eran isleños del Pacífico, el 0% eran de otras razas y el 1.57% pertenecían a dos o más razas. Del total de la población el 1.36% eran hispanos o latinos de cualquier raza.